# シューゲイザー
シューゲイザー (Shoegazer)は、ロックミュージックのスタイルの1つ。英語では正確にはシューゲイズ (Shoegaze)と表現する。

## 音楽的特徴
フィードバック・ノイズやエフェクターなどを複雑に用いた深いディストーションをかけたギター、ミニマルなリフの繰り返し、ポップで甘いメロディを際立たせた浮遊感のあるサウンド、囁くように歌い上げるボーカルなどが、一般的特徴として挙げられる。
シューゲイザーには、1960年代後半に流行したサイケデリック・ロックのリバイバル、あるいは新解釈という面があり、オルタナティヴ・ロックの1ジャンルと捉えられている。

## 意味・起源
「シューゲイザー」という言葉がメディアで初めて使われたのは、1990年代初頭にイギリスの音楽誌『サウンズ』に掲載されたムースのライブについての批評記事上である。このライブでムースのボーカル、ラッセル・イェーツは、曲の歌詞を憶えられずステージの床に貼り付けた歌詞カードを見ながら歌唱・演奏していた。その光景はまるで靴を見つめているかのようであり、それを見た同紙の記者が前述の記事内で「シューゲイザー（靴を見つめる人）」と表現した。そこから一部のメディアが揶揄を込めてシューゲイザー（シューゲイジング）と呼ぶようになったのが始まりである。アメリカの新聞社ニューヨークタイムズは「ペダルボードエフェクトの多用のために常に足元に目を落としている演奏者の姿を表現したもの」と紹介した。
ドイツのシューゲル・アインシュタイン・ケリッヒが開発した音響装置に音が似ているためシューゲイザーと呼ばれたという”ジョーク”もある。当時は、「ハッピー・ヴァレー」または「テムズ・ヴァレー」と呼ばれることもあった。

## 歴史[4]

### 黎明期
1980年代中盤～後半、イギリスではコクトー・ツインズやスペースメン3、ハウス・オブ・ラヴといったサイケデリック・ロックに影響を受けたバンドがネオ・サイケデリアと称され、一定の支持を得ていた。そんな中1985年にジーザス&メリーチェインの『サイコキャンディ』が発表される。極端にノイジーなギターサウンドとポップなメロディが同居したサウンドは、耳の早いリスナーや批評家たちから大きな支持を受け、後継のバンドに大きな刺激を与えた。

### 勃興期
1990年前後、アラン・マッギー率いるクリエイションを中心に、イギリスのインディー・ロックシーンは大きな盛り上がりを見せる。前述のジーザス&メリーチェインや、マイ・ブラッディ・ヴァレンタインに続き、ライド、スワーヴドライヴァー、スロウダイヴといったバンドが同レーベルからデビュー。また、4ADからもペイル・セインツ、ラッシュ らが登場した。
その後英国音楽紙『NME』がシューゲイザーという表現を取り上げ、当時のインディーズチャートでは既にかなりの成功を収めていたライド、ラッシュ、チャプターハウスといったインディーズバンド群の似通ったサウンド、スタイルをカテゴライズし、ジャンル化していった。
そして1991年に発表されたマイ・ブラッディ・ヴァレンタインの『ラヴレス』は、複雑に構築された何層ものギターノイズによる美しいサウンドでイギリスのみならず世界中に衝撃を与え、今日でもシューゲイザーを一般に浸透させた金字塔的作品として広く認知されている。

### 衰退と再評価
メディア主導によるムーヴメントの加熱は、リスナーに一過性のブームという印象を与えてしまい、結局は1990年代半ばに爆発的ブームを起こしたブリットポップの陰に隠れ、充分に注目を受けることなくブームは沈静化してしまった。しかしブームが過ぎ去った後もシューゲイザーを愛好するファンやアーティストは確実に増え続け、2000年代に入るとニューゲイザー (nu-gazer, nu-gaze)と呼ばれる新世代の出現によってシューゲイザーは再び注目を集めている。
シューゲイザーは今日に至るまでオルタナティヴ・ロックやポストロック、ドリーム・ポップのアーティストに少なからぬ影響を与え、またテクノ／エレクトロニカなどの電子音楽との交流によりさらなる継承発展を遂げている。
2011年に日本初のシューゲイザーフェスであるJAPAN SHOEGAZER FESTIVALが開催された。2012年にも2回目が開催されるなど、日本の音楽ファンからも強く支持されている。